# متلازمة أوسلام
متلازمة أوسلام (بالإنجليزية: OSALM Syndrome)‏ هو سيادة وراثية مرضية تامة الاسم هو اختصار ل:سرطان عظمي، تشوهات خلقية للأطراف، كثرة كريات الدم الحمراء مع متلازمة نخاع الارومات الضخمة. وُجدت هذة المتلازمة ووُصفت من قبل Muluihill etal، وهذة المتلازمة تزيد نسبة حدوث الاورام وتتميز بنمو العظام الضعيف وتطوير النخاع. تعد متلازمة أوسلام مرضاً وراثياً ذات سيادة مرضية تامة. مصابي افراد متلازمة OSLAM لديهم مخاطر عالية للإصابة بسرطان العظام والأطراف الشاذة وتضخم خلايا الدم الحمراء.

## العلامات والأعراض
- سرطان العظم
- اعوجاج في الاصابع الخمسة (انحراف الاصابع) مع brachymesophalangy ( سلاميات قصيره من اصابع القدم أو الاصابع).
- غياب وجود شعاع اصبعي (شعاع رقمي) واحد للقدم (سنعي متعلق بعظام مشط اليد أو أحد عظام مشط اليد أو عظم مشط القدم)
- التحام العظمتين الزندي الكعبري ثنائي الجانب
- تضخم خلايا الدم الحمراء
- نخر تسوس الاسنان
- قصر القامة